# 張炫文
張炫文（1942年11月27日—2008年2月16日），台灣民族音樂學家、作曲家、教育工作者、基督徒，國立台中教育大學音樂教育學系教授退休，1942年11月27日在台中縣大安鄉（今臺中市大安區）出生，2008年2月16日因肝癌在台中市病逝。
新竹師範學校（現在的國立新竹教育大學）畢業，在學時師從楊兆禎教授學作曲，畢業後分發到小學教書，工作餘暇隨張彩湘教授學鋼琴，1969年得到國立台灣師範大學音樂學系學士學位（主修鋼琴，副修聲樂），1973年得到中國文化學院（現在的中國文化大學）藝術研究所音樂組碩士學位。
他的碩士論文《歌仔戲的音樂研究》由史惟亮教授和鄧昌國教授指導，是台灣史上第1篇研究歌仔戲音樂的學位論文。
碩士畢業後，他到台灣省立交響樂團（現在的國立台灣交響樂團）做研究工作，後來轉到台中師範專科學校（現在的國立台中教育大學）教書。
在此期間 張教授 也在國立中興大學 教授 音樂欣賞 課程。 雖然對象是非音樂系的學生 ，但 張老師 專業嚴格的教學，讓中興大學眾多非音樂系的學生，也有機會接觸到專業的音樂教育， 為往後的人生奠定良好的音樂基礎。
1976年，台灣省立交響樂團出版他編著的《台灣歌仔戲音樂》專書搭配2張黑膠唱片（陳冠華、許再添樂隊領導），是台灣史上第1部由政府機構出版的歌仔戲音樂專書。
1982年，以他的碩士論文為基礎擴充的學術專書《台灣歌仔戲音樂》出版了。
1986年，台灣省立交響樂團出版他編著的《台灣說唱音樂》專書搭配2卷卡式錄音帶，是台灣史上第1部由政府機構出版的台灣歌仔說唱音樂專書。
他在1991年到1993年間擔任台灣中華民國台灣歌仔學會理事長。 
1996年到1999年間以教授兼國立台中師範學院音樂教育系主任，2005年退休。
譜曲作品有《鄉愁四韻》、《叫做台灣的搖籃》、《畢業歌》、《將進酒》等。

## 外部連結
- 張炫文正版樂譜-官網 （页面存档备份，存于）
- 張炫文紀念網站
- 臺灣音樂群像 張炫文 （页面存档备份，存于）